# Cesare Andreoni
Cesare Andreoni (Milano, 30 giugno 1903 – Milano, 1º luglio 1961) è stato un artista futurista italiano.

## Biografia

### Origini e formazione[1]
Figlio di Gaspare, proprietario terriero, e di Cecilia Pirola, vive nel capoluogo lombardo dove opera per tutta la vita. Scapestrato e un po’ ribelle interrompe gli studi classici avviati prima al Collegio dei Rosminiani a Domodossola poi al Liceo Parini e dal 1924 frequenta poi in modo saltuario l’Accademia di Brera, seguendo in particolare le lezioni del Prof. Cattaneo. Affascinato da esperienze eroiche nel 1919, appena sedicenne, segue D’Annunzio nella vicenda fiumana - ed è riportato a forza a casa dai familiari - e più tardi parte per l’Africa al seguito del generale Graziani dal 1921 al 1923.
I primi dipinti che Andreoni presenta in pubblico non sono noti e probabilmente vanno collocati ancora nell’alveo della tradizione: secondo alcune fonti d’epoca avrebbe esposto per la prima volta alla Mostra degli Artisti lombardi nel 1925 e l’anno dopo alla Prima mostra d’arte di artisti milanesi indetta dalla Famiglia Meneghina presso la Permanente.

### L’adesione al Futurismo
Determinante è l’incontro con il Futurismo. In occasione, infatti, del Primo Congresso Futurista che si svolge a Milano nel novembre del 1924, Andreoni chiede in data 10 novembre di essere ammesso al Movimento. Conosce Filippo Tommaso Marinetti, che prende sotto la propria ala il giovane e gli sarà amico negli anni a venire e il fondatore del movimento riconoscerà più volte l’arte e la creatività di Andreoni, presentandolo con parole di elogio in occasione di diverse rassegne. All’insegna della poetica futurista rivedrà la propria ricerca pittorica: probabilmente al 1927 va ascritto il primo dipinto futurista – Scomposizione plastica di ballerina – come sottolinea Raffaele Carrieri. Cita anche i dipinti Alti forni e il grande olio Officina, noto anche come La fucina, del 1930 già esposto anche alla XVII Biennale di Venezia dello stesso anno.

### Le fasi della pittura futurista di Andreoni
Le opere citate risentono della cosiddetta “estetica meccanica”, teorizzata nel Manifesto dell’arte meccanica, e che ha caratterizzato la produzione futurista degli anni venti. Ma anche il grande olio La metropoli, datato 1928-1930, e i bozzetti ad esso collegati del 1928, appartengono a questa fase.
Un secondo momento, collocabile attorno al 1930-1931, nel quale Enrico Crispolti riconosce “componenti biomorfico-sensuose” vede opere come Forme nello spazio, noto anche come Astratto cosmico e Creazione della materia, dalle forme morbide, sinuose, ameboidi che richiamano le coeve ricerche di Enrico Prampolini. Il terzo momento prende avvio nel 1931 quando Andreoni sottoscrive il Manifesto dell'Aeropittura insieme a quello che si definisce il Gruppo dei Futuristi Milanesi, composto da Munari, Ivanhoe Gambini, Osvaldo Barbieri detto Bot, Mario Duse, Carlo Manzoni e, appunto, lo stesso Andreoni. Sono un chiaro esempio della nuova visione Sintesi di giro aereo d’Italia, probabilmente del 1931, Paesaggio aereo e Volo romantico entrambi del 1932, esposti alla mostra Les aeropeintres futuristes italiens organizzata all’Hotel Negresco di Nizza nel 1934 in occasione di una conferenza di Marinetti. Le opere di Andreoni di questo felice momento hanno toni decisamente lirici e la rappresentazione della realtà è reinterpretata come in una sorta di visione onirica dai colori limpidi ma meno accesi e Marinetti definisce questo filone “un’aeropittura trasfiguratrice lirica spaziale.”
L’ultima fase della stagione futurista di Andreoni è contraddistinta da un’aeropittura palesemente aviatoria, dai toni più documentari ed esplicitamente legati alla rappresentazione dei velivoli e alla realtà bellica. Ne sono testimonianza La beffa di Addis Abeba (1935-1936), La guerra di Spagna (1936), Frecce nere (1937-1938). 
Con i futuristi espone in molte occasioni in Italia e all'estero. Da ricordare le presenze alle Biennali di Venezia nel 1932, 1934, 1936 e 1938; alle Quadriennali di Roma nel 1939 e 1943 e una serie di mostre organizzate dalla milanese Galleria Pesaro, punto di riferimento per i futuristi milanesi.

### Studio e bottega[14]
Nel 1928 apre a Milano uno studio in via Solferino 11, un palazzo vero “luogo di artisti”, nel quale fin dall’Ottocento avevano risieduto numerosi pittori, molti negli abbaini aperti sui tetti della città, spesso al freddo e in situazioni poco confortevoli.
Nella stessa zona, in Via Moscova 29, Andreoni apre nel 1929 una bottega d’arte, diretta dall’inseparabile compagna Angela Lombardini detta Chiff, che aveva conosciuto nel 1924 e che sposerà nel 1936. Espressione di quanto indicato dal Manifesto della Ricostruzione Futurista dell’Universo, firmato da Balla e Depero nel 1915, numerose sono le botteghe, aperte in tutta la penisola, che producono manufatti dai colori brillanti, innovativi nelle forme, ricorrendo anche a materiali nuovi. Nella sua bottega Andreoni progetta oggetti, soprammobili, complementi d’arredo, capi d‘abbigliamento che abili lavoranti realizzano.

### Protodesigner
L’assunto teorico del movimento futurista, che sostiene la necessità della ricostruzione futurista dell’universo, è quindi ben colto e concretizzato da Andreoni che non si limita certo al campo strettamente pittorico, ma è anche grafico e progettista di interni, oltre che disegnatore di mobili e creatore di oggetti che, come si è detto, produce e commercializza nella sua “bottega”. Questa capacità di una visione a tutto campo spiega la partecipazione di Andreoni, insieme ad altri compagni futuristi, alle Triennali di Milano: per l’edizione del 1933 interviene nella Stazione di aeroporto civile, progettata da Prampolini; per la VI (1936) collabora alla decorazione della Sala di Rappresentanza del Palazzo Comunale di Aprilia, ed espone alcuni bozzetti alla Mostra Internazionale di scenotecnica teatrale, infine per la VII edizione (1940) realizza con Prampolini l’allestimento di un Ufficio del Turismo.
Queste presenze si affiancano a quelle delle Mostre di plastica murale, la prima a Genova nel 1934, la seconda a Roma nel 1936 dove sono esposti i risultati dei concorsi banditi dal regime allo scopo di completare e abbellire le opere edilizie, seguendo specifiche tipologie. In occasione della prima rassegna è pubblicato il Manifesto sottoscritto dal drappello futurista, Marinetti, Ambrosi, Andreoni, Benedetta, Depero, Dottori, Fillia, Oriani, Munari, Prampolini, Mino Rosso e Tato.

### Altre ricerche
Nella seconda metà del decennio trenta, Andreoni, attento anche ad altre esperienze artistiche, è molto interessato alle ricerche degli astrattisti che costituiscono un gruppo particolarmente vivace attorno alla milanese Galleria Il Milione. In questa direzione l’artista elabora numerosi disegni che restano però riflessioni private, ricerche individuali che Andreoni sceglie di non presentare mai in pubblico.

### Corrispondente di guerra e il dopoguerra
Alle soglie della seconda guerra mondiale, nel 1941, Andreoni espone alla Casa d’Artisti le sue Aeropitture futuriste di guerra: è la prima personale, presentata da Marinetti che in quell’occasione annuncia l’imminente partenza dell’artista per il fronte.
Prima sul fronte dei Balcani, in Croazia, dal 22 aprile al 18 giugno 1941, poi su quello russo al seguito dell'ARMIR, Andreoni dal 19 agosto 1941 alla fine del 1942 è corrispondente di guerra, attento a testimoniare gli avvenimenti bellici, ma anche a cogliere gli aspetti più umani di entrambi gli schieramenti. Gli appunti che riporta si traducono in una serie molto ricca e interessantissima di disegni e acquarelli. 
Si ammala al fronte di una grave forma di malattia respiratoria, che non guarisce neanche in patria: perciò negli anni del dopoguerra è sì sempre dedito al disegno, ma non più alla realizzazione di opere di grandi dimensioni, che le sue condizioni di salute non gli permettono. Tuttavia è sempre molto attivo: nel campo della grafica e dell’illustrazione, nella progettazione di allestimenti, specie per stand fieristici – incarichi che rappresentano una importante fonte di sostentamento - e del disegno fissando i paesaggi e gli scorci di viaggi e vacanze in rapidi, efficaci schizzi.